# 谢瑍
谢瑍（4世紀—？），一名庆，陈郡阳夏人，东晋车骑将军谢玄的儿子，著名诗人谢灵运的父亲。

## 生平
谢瑍生下来就是个白痴，娶南阳刘畅的女儿，刘氏是王羲之之女王孟姜的女儿、王献之的外甥女，两人生下了谢灵运。谢灵运幼年就聪慧过人，文采艳美飘逸，谢玄对此感到十分惊奇，对亲朋好友说：“我竟然生了谢瑍这样的儿子，谢瑍又怎会生下灵运！”谢玄死后，谢瑍承袭为康乐县公，出任秘书郎，很早就去世了。